# Зубрев, Иван Николаевич
Иван Николаевич Зу́брев (1910 — ?) — инженер-геолог. Первооткрыватель рудных месторождений стратегического значения.

## Биография
После окончания МГРИ имени С. Орджоникидзе (1932) служил на КБФ, два года работал в Москве отраслевым инженером разведки горнорудного управления при Наркомате местной промышленности РСФСР.
С 1935 года инженер Дальстроя, затем начальник Оротуканского геологоразведочного бюро Южного горно-промышленного управления.
В 1939 года переведён в Певек на должность главного геолога Чаун-Чукотского ГРУ, через несколько месяцев был назначен первым начальником Чаунского райГРУ.
В 1941—1943 годах главный инженер Чаун-Чукотского горнопромышленного комбината.
С декабря 1943 по июль 1946 года начальник горнорудного отдела Геологоразведочного управления Дальстроя.
С июля 1946 года главный инженер, главный геолог Чаун-Чукотского ГПУ.
В последующем — на научной работе (ст. н. с., начальник отделения специальных исследований ВИМС (по поискам урановых руд), заместитель директора).
Доктор геолого-минералогических наук.

## Сочинения
- Геология, поиски и разведка россыпных месторождений: 1962 : научное издание/ И. Н. Зубрев, А. К. Савельев; Ин-т науч. информ. АН СССР. -М., 1963.-127 с.
- Зубрев И. Н. Генетическая классификация урановых месторождений.— «Советская геология», 1963, No 3, с. 43—56.

Последняя публикация датирована 1975 годом.

## Награды и премии
- Сталинская премия первой степени (1946) — за открытие и геологическое исследование месторождений олова на Северо-Востоке СССР, обеспечившие создание сырьевой базы для увеличения отечественного производства олова[2]
- Орден Ленина (1943)
- медали